# Josef von Schmitt (Jurist, 1838)

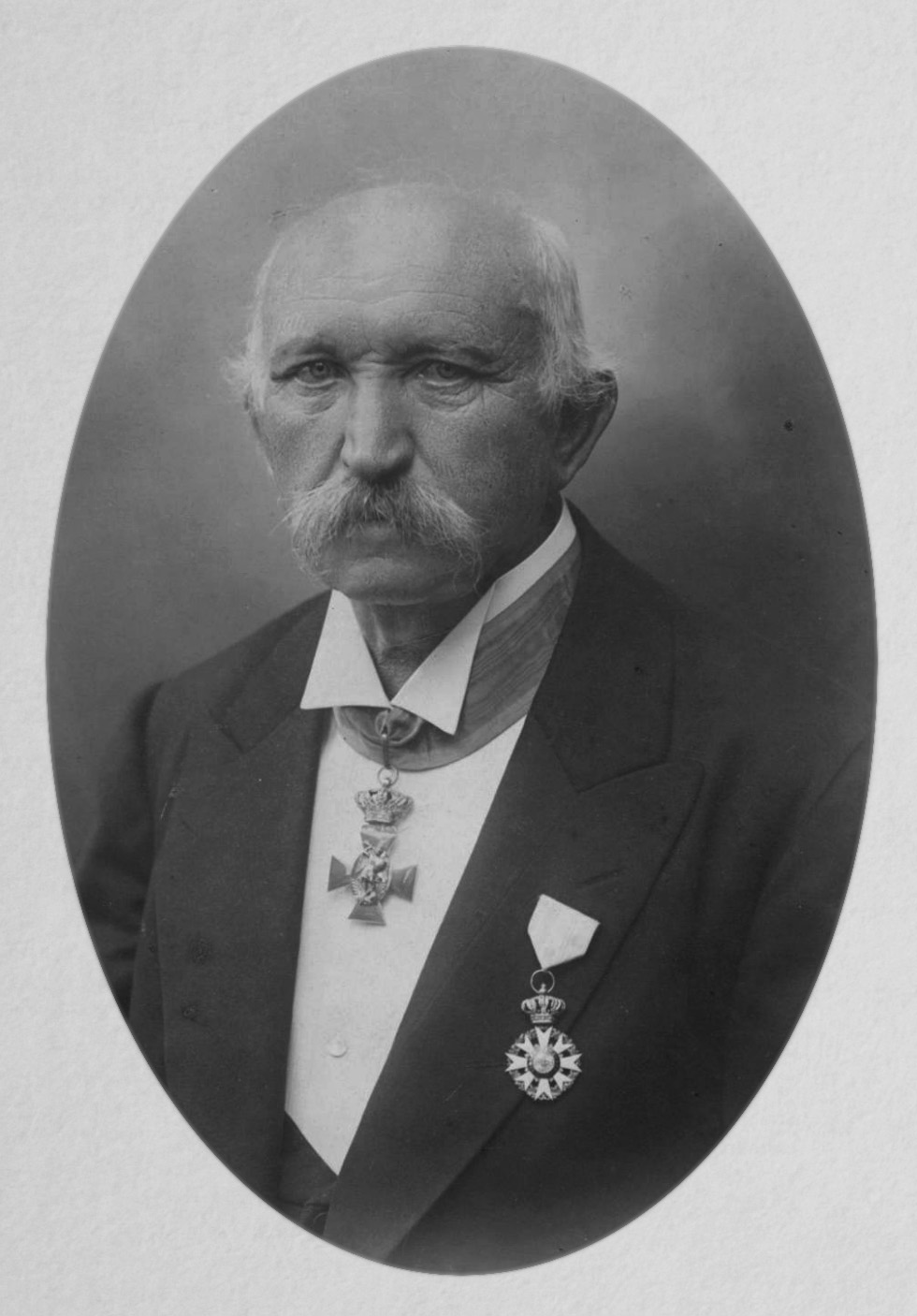
Josef von Schmitt, nach 1896

Josef Schmitt, ab 1896 Ritter von Schmitt (* 4. März 1838 in Hofheim in Unterfranken; † 16. April 1907 in Bamberg) war bayerischer Landgerichtspräsident und Ehrenbürger der Stadt Bamberg.

## Leben
Nach dem Studium der Rechtswissenschaften in Würzburg, wo er Mitglied des Corps Bavaria wurde, und seiner Promotion zum Dr. jur. war Schmitt als Staatsanwalt und Richter in Bamberg tätig. Er wurde bayerischer Geheimer Justizrat und Geheimer Hofrat.
Ab 1870 hatte er die königliche Advokatur Bamberg inne. Der heutige freie Beruf des Rechtsanwalts war damals eine staatlich vergebene Dienststelle. Von 1884 bis 1905 war er Landgerichtspräsident in Bamberg. In dieser Eigenschaft wurde er 1889 zum Ehrenbürger von Bamberg ernannt und die dortige „Dr.-von-Schmitt-Straße“ trägt heute seinen Namen. 1896 zeichnete Prinzregent Luitpold ihn mit dem Ritterkreuz des Verdienstordens der Bayerischen Krone aus. Mit der Verleihung war die Erhebung in den persönlichen Adelsstand verbunden und er durfte sich nach der Eintragung in die Adelsmatrikel „Ritter von Schmitt“ nennen.
Daneben war er ein erfolgreicher Wirtschaftsanwalt. In der Gründerzeit war er an zahlreichen Unternehmensgründungen beteiligt. Geschäftliche Verbindungen bestanden mit dem Dresdner Bankhaus Gebr. Arnhold. Von 1898 bis zu seinem Tod war er Aufsichtsratsvorsitzender des Schweinfurter Kugelproduzenten „Fries & Höpflinger“ und trug entscheidend zum Aufschwung des Unternehmens bei.
Eine Reihe von ehrenamtlichen Funktionen wurden von ihm wahrgenommen. So war er Vorsitzender des Gemeinde-Bevollmächtigten-Collegiums und Präses des Landrats in Bamberg.